# Stairway to Heaven (Led Zeppelin)
Stairway to Heaven is een nummer van de Britse rockband Led Zeppelin. Het werd in 1971 uitgebracht op het album Led Zeppelin IV. Het nummer is geschreven door gitarist Jimmy Page en zanger Robert Plant.
Het wordt geregeld genoemd als het beste rocknummer uit de 20e eeuw. Het nummer is een vaak aangehaald voorbeeld van het genre progressieve rock en wordt vaak op de radio aangevraagd. Tevens is het een veelgehoord nummer op begrafenissen. Van de bladmuziek van Stairway to Heaven zijn opmerkelijk veel exemplaren verkocht: 1,2 miljoen.

## Opname
De opname van Stairway to Heaven begon in december 1970 in de Basing Street Studios, destijds een nieuwe studio van Island Records, in Londen. Na toevoeging van de tekst door Robert Plant werd het nummer in 1971 afgemaakt tijdens de oefensessies voor Led Zeppelin IV. Jimmy Page ging daarna terug naar de Basing Street Studios om zijn gitaarsolo op te nemen. De volledige studio-opname werd in november 1971 uitgebracht op Led Zeppelin IV. De bezetting was:
- Robert Plant - leadzang, tamboerijn
- Jimmy Page - akoestische en elektrische gitaar
- John Paul Jones - blokfluit, elektrische piano, basgitaar
- John Bonham - drums

## Compositie
Het lied staat in a-klein en is grofweg in drie delen te verdelen. Het begint met een langzame sectie met basso ostinato, gespeeld op een akoestische gitaar en grotendeels bestaande uit een chromatisch dalende grote terts a-gis-g-fis-f. Ook is er begeleiding van een blokfluit. Geleidelijk komt er meer tempo in het lied en wordt de chromatische bas ingeruild voor een diatonische. Het middenstuk wordt gespeeld op een pianet. Ook komt het slagwerk er nu bij. In het laatste deel, dat met een gitaarsolo begint, komt er een elektrische gitaar in de mix en verandert de stijl in hardrock.

## Auteursrechtelijk geschil
Herhaaldelijk is opgemerkt dat het openingsgitaarspel (arpeggio) een sterke gelijkenis vertoont met Taurus, een twee jaar eerder, in 1968, uitgebracht instrumentaal nummer van Spirit. Deze band had in de periode 1968-'69 ook wel samen met Led Zeppelin opgetreden.
In 2014 werd door de rechtverkrijgenden van dat oorspronkelijk nummer, de nabestaanden van het in 1997 overleden Spirit-lid Randy Wolfe (alias Randy California), een rechtszaak aangespannen tegen Robert Plant en Jimmy Page. In april 2016 werd door een rechter te Los Angeles bepaald dat een jury over deze claim diende te oordelen. De claim werd afgewezen, maar de advocaat van de nabestaanden stelde hoger beroep in.

## Verborgen verwijzing naar de duivel?
In januari 1982 werd in een programma van Trinity Broadcasting Network voor het eerst gesuggereerd dat de tekst van Stairway to Heaven een door middel van backmasking verstopte verheerlijking van Satan zou bevatten. Het ging om het middengedeelte, dat begint met "If there's a bustle in your hedgerow, don't be alarmed now [...]". Van achteren naar voren gespeeld zou dit onder andere "I sing because I live with Satan" opleveren. De band zelf verwierp deze beweringen ten stelligste.

## Covers
Het nummer is vaak gecoverd, onder andere door Metallica, Foo Fighters, Audiomachine, Heart, Frank Zappa, die een parodiërende versie maakte, en Me First and the Gimme Gimmes, die hiervan een snelle punkrockversie maakten. Bekend is ook de salsaversie van Orquesta Orengo. Ook Pat Boone coverde het nummer, echter zonder de gitaarsolo waar het oorspronkelijke nummer naartoe werkt. De enige versie die zowel de Britse als Amerikaanse charts heeft behaald is die van Far Corporation, een project van de Duitse producer Frank Farian.
Op 26 december 2012 traden de zussen Wilson op tijdens de Kennedy Center Honors als eerbetoon aan Led Zeppelin. Ze speelden Stairway to Heaven in een arrangement met strijkers en koor. Op drums speelde Jason Bonham mee, zoon van John Bonham, de in 1980 overleden drummer van Led Zeppelin. In het publiek zaten de leden van Led Zeppelin en Michelle en Barack Obama.

## Hitlijsten
Het nummer is alleen op album uitgebracht, zodat het geen notering in een hitlijst kreeg. Wel is het nummer in diverse algemene lijsten opgenomen.

### Evergreen Top 1000
| Evergreen Top 1000 "Stairway To Heaven" | Evergreen Top 1000 "Stairway To Heaven" | Evergreen Top 1000 "Stairway To Heaven" | Evergreen Top 1000 "Stairway To Heaven" | Evergreen Top 1000 "Stairway To Heaven" | Evergreen Top 1000 "Stairway To Heaven" | Evergreen Top 1000 "Stairway To Heaven" | Evergreen Top 1000 "Stairway To Heaven" | Evergreen Top 1000 "Stairway To Heaven" | Evergreen Top 1000 "Stairway To Heaven" | Evergreen Top 1000 "Stairway To Heaven" | Evergreen Top 1000 "Stairway To Heaven" | Evergreen Top 1000 "Stairway To Heaven" | Evergreen Top 1000 "Stairway To Heaven" | Evergreen Top 1000 "Stairway To Heaven" | Evergreen Top 1000 "Stairway To Heaven" | Evergreen Top 1000 "Stairway To Heaven" |
| Jaar                                    | 2008                                    | 2009                                    | 2010                                    | 2011                                    | 2012                                    | 2013                                    | 2014                                    | 2015                                    | 2016                                    | 2017                                    | 2018                                    | 2019                                    | 2020                                    | 2021                                    | 2022                                    | 2023                                    |
| --------------------------------------- | --------------------------------------- | --------------------------------------- | --------------------------------------- | --------------------------------------- | --------------------------------------- | --------------------------------------- | --------------------------------------- | --------------------------------------- | --------------------------------------- | --------------------------------------- | --------------------------------------- | --------------------------------------- | --------------------------------------- | --------------------------------------- | --------------------------------------- | --------------------------------------- |
| Positie                                 | -                                       | -                                       | -                                       | -                                       | -                                       | -                                       | -                                       | -                                       | -                                       | 37                                      | 16                                      | 22                                      | 22                                      | 20                                      | 19                                      | 21                                      |

### NPO Radio 2 Top 2000
Het nummer staat sinds de allereerste editie in december 1999 steevast bij de eerste 10 noteringen in de jaarlijkse NPO Radio 2 Top 2000 van de Nederlandse publieke radiozender NPO Radio 2.

| Nummer met noteringen in de NPO Radio 2 Top 2000 | '99 | '00 | '01 | '02 | '03 | '04 | '05 | '06 | '07 | '08 | '09 | '10 | '11 | '12 | '13 | '14 | '15 | '16 | '17 | '18 | '19 | '20 | '21 | '22 | '23 | '24 |
| ------------------------------------------------ | --- | --- | --- | --- | --- | --- | --- | --- | --- | --- | --- | --- | --- | --- | --- | --- | --- | --- | --- | --- | --- | --- | --- | --- | --- | --- |
| Stairway to Heaven                               | 4   | 3   | 4   | 4   | 4   | 4   | 5   | 5   | 5   | 5   | 4   | 5   | 5   | 3   | 3   | 3   | 5   | 3   | 3   | 4   | 5   | 5   | 7   | 6   | 6   | 7   |

1. ↑  Een vetgedrukt getal geeft de hoogste notering aan.

### JOE FM Hitarchief Top 2000
| "Stairway to Heaven" JOE fm Hitarchief Top 2000 | "Stairway to Heaven" JOE fm Hitarchief Top 2000 | "Stairway to Heaven" JOE fm Hitarchief Top 2000 | "Stairway to Heaven" JOE fm Hitarchief Top 2000 | "Stairway to Heaven" JOE fm Hitarchief Top 2000 | "Stairway to Heaven" JOE fm Hitarchief Top 2000 | "Stairway to Heaven" JOE fm Hitarchief Top 2000 | "Stairway to Heaven" JOE fm Hitarchief Top 2000 | "Stairway to Heaven" JOE fm Hitarchief Top 2000 | "Stairway to Heaven" JOE fm Hitarchief Top 2000 | "Stairway to Heaven" JOE fm Hitarchief Top 2000 | "Stairway to Heaven" JOE fm Hitarchief Top 2000 | "Stairway to Heaven" JOE fm Hitarchief Top 2000 |
| Jaar                                            | 2009                                            | 2010                                            | 2011                                            | 2012                                            | 2013                                            | 2014                                            | 2015                                            | 2016                                            | 2017                                            | 2018                                            | 2019                                            | 2020                                            |
| ----------------------------------------------- | ----------------------------------------------- | ----------------------------------------------- | ----------------------------------------------- | ----------------------------------------------- | ----------------------------------------------- | ----------------------------------------------- | ----------------------------------------------- | ----------------------------------------------- | ----------------------------------------------- | ----------------------------------------------- | ----------------------------------------------- | ----------------------------------------------- |
| Positie                                         | 5                                               | 7                                               | 7                                               | 7                                               | 9                                               | 6                                               | 9                                               | 11                                              | 16                                              | 11                                              | 9                                               | 12                                              |

### MuMeLadder
| Positie | 517 | 58 | 46 | 78 | 59 | 36 | 23 | 16 | 35 | 104 |

### Arrow Rock 500
| "Stairway to Heaven" Arrow Rock 500 | "Stairway to Heaven" Arrow Rock 500 | "Stairway to Heaven" Arrow Rock 500 | "Stairway to Heaven" Arrow Rock 500 | "Stairway to Heaven" Arrow Rock 500 | "Stairway to Heaven" Arrow Rock 500 | "Stairway to Heaven" Arrow Rock 500 | "Stairway to Heaven" Arrow Rock 500 | "Stairway to Heaven" Arrow Rock 500 | "Stairway to Heaven" Arrow Rock 500 | "Stairway to Heaven" Arrow Rock 500 | "Stairway to Heaven" Arrow Rock 500 | "Stairway to Heaven" Arrow Rock 500 | "Stairway to Heaven" Arrow Rock 500 | "Stairway to Heaven" Arrow Rock 500 | "Stairway to Heaven" Arrow Rock 500 | "Stairway to Heaven" Arrow Rock 500 | "Stairway to Heaven" Arrow Rock 500 | "Stairway to Heaven" Arrow Rock 500 | "Stairway to Heaven" Arrow Rock 500 | "Stairway to Heaven" Arrow Rock 500 | "Stairway to Heaven" Arrow Rock 500 | "Stairway to Heaven" Arrow Rock 500 | "Stairway to Heaven" Arrow Rock 500 | "Stairway to Heaven" Arrow Rock 500 | "Stairway to Heaven" Arrow Rock 500 |
| Jaar                                | '99                                 | '00                                 | '01                                 | '02                                 | '03                                 | '04                                 | '05                                 | '06                                 | '07                                 | '08                                 | '09                                 | '10                                 | '11                                 | '12                                 | '13                                 | '14                                 | '15                                 | '16                                 | '17                                 | '18                                 | '19                                 | '20                                 | '21                                 | '22                                 | '23                                 |
| ----------------------------------- | ----------------------------------- | ----------------------------------- | ----------------------------------- | ----------------------------------- | ----------------------------------- | ----------------------------------- | ----------------------------------- | ----------------------------------- | ----------------------------------- | ----------------------------------- | ----------------------------------- | ----------------------------------- | ----------------------------------- | ----------------------------------- | ----------------------------------- | ----------------------------------- | ----------------------------------- | ----------------------------------- | ----------------------------------- | ----------------------------------- | ----------------------------------- | ----------------------------------- | ----------------------------------- | ----------------------------------- | ----------------------------------- |
| Positie                             | 1                                   | 1                                   | 1                                   | 1                                   | 1                                   | 1                                   | 1                                   | 1                                   | 1                                   | 1                                   | 1                                   | 1                                   | 1                                   | 1                                   | 1                                   | 1                                   | 1                                   | 1                                   | 1                                   | 2                                   | 2                                   | 3                                   | 3                                   | 3                                   | 3                                   |

John Bonham · John Paul Jones · Jimmy Page · Robert Plant
- Gemeinsame Normdatei: 1169406955
- Library of Congress Control Number: n2007024153
- MusicBrainz work: 968ee3c5-21fa-35de-88f9-bd1c300ac3ee
- Virtual International Authority File: 181609864